# Bacău
Bacău là một thành phố România. Thành phố thủ phủ của hạt Bacău. Đây là thành phố lớn thứ 12 quốc gia này. Thành phố Bacău có dân số 175.500 người (theo điều tra dân số năm 2002), Thành phố có độ cao 165 mét trên mực nước biển.